# Defesa Marítima Norueguesa
Defesa Marítima Norueguesa (Sjøforsvaret) é a unidade encarregada das operações navais da  Força de Defesa da Noruega.

## Emblemas e Jaques

Emblemas Navais
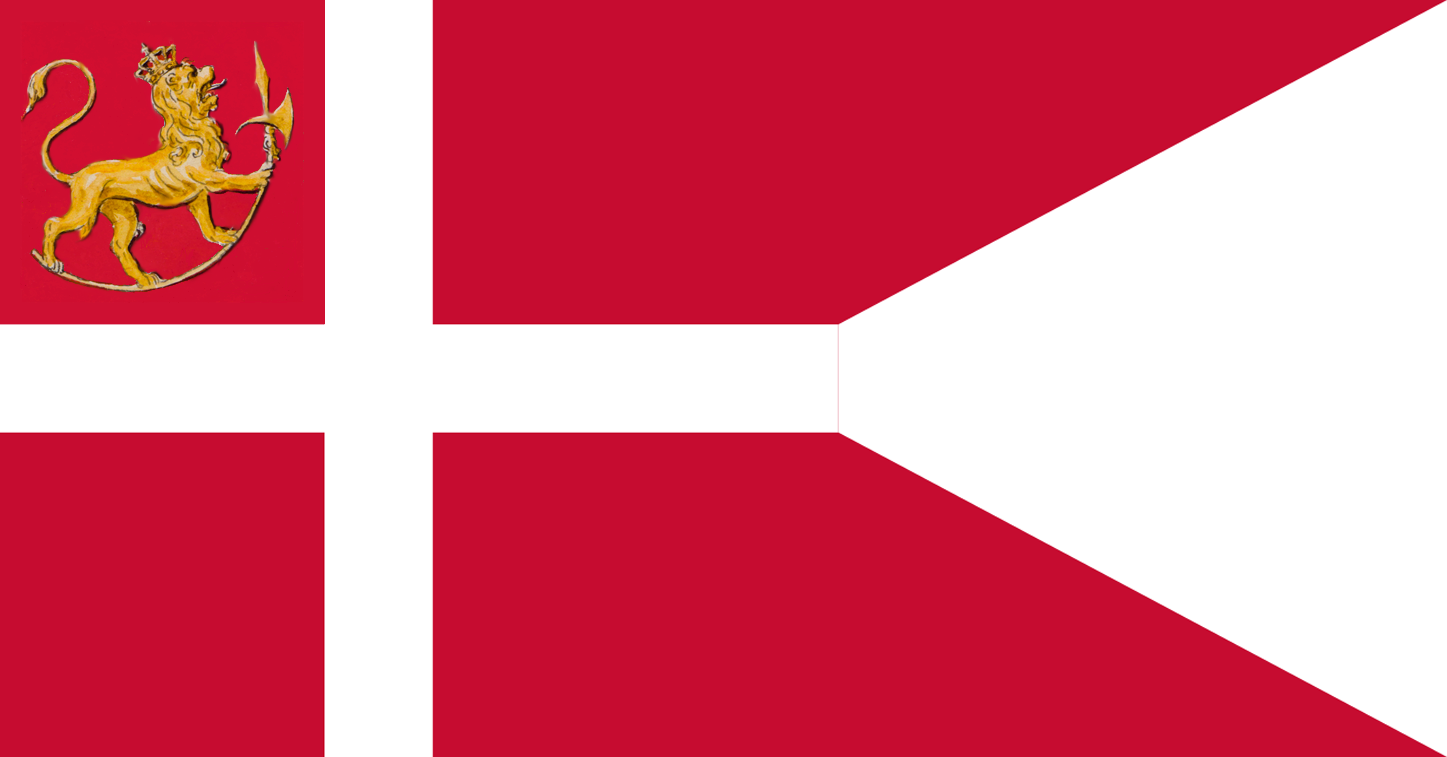
Emblema Naval 1814-1815
Emblema Naval 1815-1844 (durante o Reino da Suécia e Noruega, também usada pela Marinha da Suécia)
Emblema Naval 1844-1905 (durante o Reino da Suécia e Noruega)
Emblema Naval 1905 - presente

Jaques
Jaque 1844-1905 (durante o Reino da Suécia e Noruega)
Jaque 1905 - presente